# Винтер, Виктор Георгиевич
Виктор Георгиевич Винтер (1939—2005) — советский и российский ученый-биохимик, автор передовых научных работ в области биохимии опухолевого роста, энзимологии, иммунологии.
Доктор биологических наук (1979), профессор, заслуженный работник Высшей школы Республики Татарстан (2005).
Заведующий кафедрой биохимии Казанского государственного университета (1994—2005), основатель научного направления в Казанском университете по изучению биологической роли ядерных ДНКаз и особенностей обмена нуклеиновых кислот в нормальных и опухолевых клетках.

## Биография
Родился 7 ноября 1939 года в с. Духовницкое Саратовской области.
В 1961 году окончил Семипалатинский зооветеринарный институт и до 1963 года работал ветврачом в Алтайском крае.
В 1963 году поступил в аспирантуру Казанского государственного университета (КГУ) по специальности «микробиология».
После окончания аспирантуры (1966) и защиты кандидатской диссертации (1967) был оставлен в проблемной лаборатории № 7 младшим научным сотрудником.
С 1969 по 1975 год работал руководителем Научно-исследовательской части КГУ.
В 1972 году проходил научную стажировку в Оксфордском университете в Англии.
С 1975 по 1987 год являлся заведующим лабораторией № 7, с 1987 по 1996 год − лабораторией биохимии нуклеиновых кислот (БНК).
С возрождением в Казанском университете кафедры биохимии в 1985 году, Виктор Георгиевич стал заведующим кафедрой биохимии и находился на этой должности до последних лет своей жизни (2005)

## Научная деятельность
Поступление Виктора Винтера в аспирантуру совпало с созданием в Казанском университете проблемной лаборатории № 7 под руководством профессора Беляевой Маргариты Ильиничны по исследованию нуклеиновых кислот опухолевых клеток и нуклеаз как противоопухолевых препаратов. Позднее именно в этой лаборатории аспирантом В. Г. Винтером был впервые выявлен феномен секреции нуклеиновых кислот жизнеспособными опухолевыми клетками. Эти сенсационные данные, представленные его научным руководителем проф. М. И. Беляевой в 1966 году на IX Международном конгрессе в Токио [1], посвященном опухолевому росту, вызвали оживленную дискуссию среди ученых. Статья аспиранта Винтера В. Г. о выходе РНК из опухолевых клеток была представлена академиком В. С. Шапотом в журнал «Бюллетень экспериментальной биологии и медицины» и опубликована в 1968 году. В этом же году В. Г. Винтером была защищена кандидатская диссертация на тему: «Об участии РНК в межклеточных взаимоотношениях при опухолевом росте». Но ещё в течение ряда лет в научных кругах оппонентами оспаривалась возможность секреции РНК из живых клеток. Однако открытие выдержало проверку временем и сегодня биологическая активность внеклеточных нуклеиновых кислот является общепризнанным фактом.
За время научной стажировки в Великобритании В. Г. Винтером были освоены современные методы анализа нуклеиновых кислот и нуклеаз, получены интересные данные по характеристике ферментов, участвующих в обмене ДНК фага Т5. По возвращении в Казань В. Г. Винтер продолжает научные исследования ядерных ДНКаз и роли РНК в регуляции активности ДНКаз при различных функциональных состояниях организма. В частности, им впервые было обнаружено наличие ДНКазной активности негистоновых белков хроматина нормальных и опухолевых клеток. В период работы в проблемной лаборатории В. Г. Винтером получен большой материал, который был оформлен в виде докторской диссертации «ДНКазы хроматина нормальных и опухолевых клеток и роль РНК в регуляции её активности». Она была в 1979 году блестяще защищена в диссертационном Совете при Ленинградском государственном университете. Основные результаты докторской диссертации легли в основу нового направления исследований биологической роли ядерных ДНКаз и особенностей обмена нуклеиновых кислот в нормальных и опухолевых клетках, которое реализовалось в Государственном задании, порученном Казанскому университету Госкомитетом по науке и технике на 1980—1985 гг.

## Педагогическая работа
Научную деятельность В. Г. Винтер успешно сочетал с педагогической работой. Начиная с 1969 года он читал курсы лекций по общей микробиологии и вирусологии. Вел спецкурсы по совершенно новой в те годы дисциплине «Молекулярная биология», проводил практические занятия по электронной микроскопии, разрабатывал методические пособия по изучению нуклеиновых кислот.
В 1997 году им издано учебное пособие «Методы генной инженерии» с грифом Госкомитета РФ по высшему образованию для студентов по специальностям биохимия, генетика и микробиология [2] .
Большой вклад Виктор Георгиевич Винтер внес в возрождение кафедры биохимии в 1985 году. Опираясь на свой организаторский талант, при поддержке руководства Казанского университета он восстанавливал заброшенное помещение в старом восточном крыле университета. Неимоверные усилия были приложены им для приведения помещения в рабочее состояние, обеспечения приборной базы, привлечения достойных преподавательских кадров. Заведующим возрожденной в 1985 году кафедры биохимии был назначен академик И. А. Тарчевский, заместителем заведующего кафедрой — В. Г. Винтер.
С 1994 года до последних дней своей жизни В. Г. Винтер был заведующим кафедрой биохимии. Он всегда был убежден в необходимости раннего приобщения студентов к серьёзной научной работе и большое внимание уделял интеграции академических институтов с Высшей школой. Именно по его инициативе в 1997 году были созданы два филиала кафедры биохимии в Институте биофизики и биохимии и в институте Органической и физической химии им. А. Е. Арбузова КНЦ РАН. Создание филиалов кафедры обеспечивало высокий уровень подготовки выпускников, что обеспечивало им гарантированное трудоустройство по специальности. Глубокое понимание глобальной экспансии синтетических продуктов, лекарств, биологически активных веществ в XXI веке во все сферы жизни позволило В. Г. Винтеру предвидеть возрастание социального заказа на высококвалифицированных специалистов, компетентных в вопросах конструирования и изучения молекулярных механизмов действия лекарственных средств. В связи с этим в 1998 году им была предложена программа новой специализации на кафедре по молекулярной фармакологии, и обучение на кафедре биохимии начали проводить по двум специализациям «Молекулярная биология» и «Молекулярная фармакология»

## Сотрудничество с научными школами и признание заслуг
В. Г. Винтер всегда тесно сотрудничал с другими научными школами университета. В последние годы жизни совместно с кафедрой оптики и спектроскопии (зав. кафедрой профессор Салахов М. Х. (недоступная ссылка)) он обосновал важность открытия нового научного направления кафедры по разработке нанотехнологии аналитических устройств нового поколения — хемо-и биосенсоров. Аспиранты Виктора Георгиевича — ныне кандидаты наук — являются преподавателями кафедры, создавая на кафедре базу для подготовки специалистов по бионанотехнологии.
Чрезвычайно важной заслугой Виктора Георгиевича является создание им Диссертационного Совета по биохимии 03.00.04 и микробиологии 03.00.07 при Казанском университете (Приказ ВАК от 17 мая 1991г), который его стараниями в 2001 году получил статус Диссертационного Совета по защите докторских диссертаций. С момента создания Совета и до конца жизни В. Г. Винтер являлся бессменным председателем Диссертационного Совета, единственного по своей научной направленности в Поволжском регионе.
В. Г. Винтер являлся членом президиума Всероссийского общества цитологов и иммунологов, Научного Совета по химии и технологии возобновляемого растительного сырья. В 2005 году В. Г. Винтеру было присвоено звание Заслуженного работника Высшей школы Республики Татарстан
- Belyaeva M.I., Wylegzanin N.I., Vinter V.G., .Balaban N.P. On secretion of nucleic acids by cancer cells // Proceedings of the IX International Cancer Congress, Tokio, 1966
- Кузнецова H.H., Винтер В. Г. Методы генной инженерии: учебное пособие М.: Биоинформсервис, 1997. 180 с.